# Ichneumon deauratus
Ichneumon deauratus är en stekelart som beskrevs av Gmelin 1790. Ichneumon deauratus ingår i släktet Ichneumon och familjen brokparasitsteklar. Inga underarter finns listade i Catalogue of Life.